# Shine (banda)
Shine es una banda gallega de rock alternativo y nu-metal, formada en La Coruña en 1995 por Joel Varela. Actualmente está formada por Joel Varela (Voz y guitarra), Miguel Thomas (guitarra), Iago Blanco (percusión y coros) y Álex Rapitis (bajo).

## Biografía
Allá por el año 1995, dos amigos y compañeros de clase, decidían que querían formar un grupo musical. Un grupo que les permitiese expresar sus sentimientos, frustraciones, emociones, alegrías y tristezas, pero, sobre todo, que les permitiese disfrutar de la música que tanta influencia estaba descargando por aquel entonces en la escena mundial, adoptando un estilo asociado al grunge.
Estos dos amigos Joel (también llamado por aquella época José Manuel Varela alias "Cutty") y Jose forman una banda con un compañero del instituto Franchu y un amigo común Germán, además de otro compañero de clase como vocalista Cholo, a la que denominarían Ekix.
Después de muchos cambios, tanto de nombres de la banda como de componentes surge Shine, un grupo que ha logrado con sus composiciones en inglés dar un espectáculo en directo muy especial, con gran número de seguidores; especialmente en Galicia y Andalucía.
La temática de sus canciones gira en torno a experiencias de las vidas de los componentes.
Decían que sus influencias y gustos musicales eran de: Pearl Jam, Alice in Chains, Soundgarden, Faith no more, KoRn, Incubus, Guns 'N' Roses, Metallica, AC/DC, Nirvana, Red Hot Chili Peppers, Queen.
Actualmente acabande grabar su primer LP que se llamará Ungravity, y del que han editado un sencillo promocional llamado Leadless.

### Ekix 1995
- Cholo Souto: Voz
- Joel Varela: Guitarra
- Germán: Guitarra
- Jose Sánchez: Bajo
- Franchu Ferreiro: Batería
- Trabajos editados: Failing throught defects

Como banda fue admitiendo nuevos miembros a medida que evolucionaba musicalmente. Franchu y Germán, abandonaron el barco para que embarcase Javivi como batería, quien también tocaba en los grupos Decapitor y Ganjah. Tras el abandono de Cholo, Joel tomaría las riendas de la voz y la guitarra, con lo que quedaba la banda integrada por tres miembros: Joel, Jose y Javivi, de donde se podía adivinar ciertas influencias de Nirvana, Red Hot Chili Peppers, etc.
Tras una serie de problemas con el local de ensayo, además de ciertas rencillas internas, la formación se disuelve temporalmente, no sin antes firmar un acuerdo verbal entre Joel y Jose.
El descanso fue reparador y unos meses después, Javivi abandona pero como buen amigo de la banda echa una mano, mientras se incorpora Davo como guitarrista y Pazos como vocalista para formar un nuevo conjunto que pasaría a llamarse "New Aliens".

### New Aliens 1996
- David Pazos: Voz
- Joel Varela: Guitarra
- Davo Sáez: Guitarra
- José Sánchez: Bajo
- Víctor González: Batería

Con una fresca brisa de algo nuevo y con influencias basadas en bandas de la época como Pearl Jam, Alice in Chains, Soundgarden, Faith no more, KoRn, Incubus y alternativas por aquel entonces.
Un tiempo después, Pazos abandona y se incorpora Víctor como miembro fijo a la batería, quien aportaría mucha calidad en este campo. Tras varios titubeos con posibles incorporaciones de un vocalista, Joel se con vence a sí mismo de que puede asumir de nuevo el papel en esta banda como vocalista y guitarra y es aquí donde nace la figura de Joel Varela de hoy en día como cantante.

### SHINE 1998
- Joel Varela: voz | guitarra
- Davo Sáez: guitarra
- Jose Sánchez: bajo
- Víctor González: batería

Y estamos ya por el año 1998. Tenemos a Davo, Jose, Víctor y Joel ensayando en un húmedo local en Eiris, y cuando el tiempo lo permitía, en la Plaza de Pablo Iglesias, con guitarras acústicas y españolas.

### SHINE 1999
- Joel Varela: voz | guitarra
- Davo Sáez: guitarra
- Marcos Sedes: bajo
- Carlos Posada: batería

Víctor se pierde la primera actuación del grupo, ya que decide abandonar por motivos de tiempo y se incorporan el talentoso Marcos Sedes ex-Labirintus al bajo y Carlos Posada a la batería ya como parte fundamental del grupo, también batería de un grupo amigo como son los Sister Moon. Con ellos comienza una nueva etapa en el local que actualmente sirve de lugar de ensayo también a grupos como Sister Moon, Km.0, Ganjah o Cabeza Moderna... el Nido Oriental.

### SHINE 2000
- Joel Varela: voz | guitarra
- Davo Sáez: guitarra
- Jose Sánchez: bajo
- Carlos Posada: batería

Trabajos editados: Previous 2000 (*Con Álex Díaz [Sister Moon] al bajo)
you see me crying | hey you | across the sky | in peace | my favourite pain
Después de una larga y dura delibaración Marcos decide dedicarse de pleno a sus estudios y abandonar SHINE, dando así de nuevo la entrada al que fue bajista de la banda en su formación; José Sánchez.
En esta etapa el grupo que ya había pasado a llamarse SHINE, era una banda contundente y fresca, con un compromiso lírico y musical con influencias desde Incubus, Grüvis Malt a Jamiroquai, Limp Bizkit o Pearl Jam, etc. Debutan en directo en el PeiroRock del 2000, en el mes de agosto a las 4:00. Continúan tocando en salas como La Ruta, en O Burgo o La Cueva del pirata en Sada, presentando los temas de su maqueta Previous que, aún no siendo de una extraordinaria calidad, obtuvo muy buena crítica.
Ese mismo año son entrevistados en Radio Galega, bajo la crítica de Tito Lesende y son invitados a grabar en sus estudios.
Posteriormente actúan en San Pedro de Mezonzo, en las Fiestas de 4 Caminos.
Mencionar que participan en televisión, en el progarama de La2 de TVE, “Revolución MP3”, interpretando uno de sus mejores temas; “Think Twice”.
En verano del 2002 participan en el I Certamen de Música "La Cantina" en Cecebre - Cambre, siendo finalistas con grupos de la talla de Tirando Pa´lante y Dr. Snob, sin olvidar a Holywater, The Sunday Truckers, etc..quedando en 2º posición, haciéndose así con el segundo premio de €300.00
Con ese premio graban su primer trabajo en los Estudios Bonham de A Coruña llamado Think twice, que contiene los temas: You and I, Think Twice, Never Again y Superstars.

### SHINE 2002
- Joel Varela: voz | guitarra
- Davo Sáez: guitarra
- Jose Sánchez: bajo
- Carlos Posada: batería

Trabajos editados: Think twice 2002
think twice | you and I | never again | superstars

Tras el lanzamiento del trabajo aparecen reseñas en páginas musicales de internet con mensajes como: El Cd de Shine "Think twice", ya ha salido a la venta con una tirada importante para su distribución. Aun así, la demanda ha sido bastante notable y os aconsejamos que encargueis cuanto antes una copia. El precio es de 4 Euros. Ha sido editado por la editorial gallega Falcatruada y en él aparecen temas imprescindibles en el repertorio de la banda como "Think twice", "Superstars", "Never again" o el tema que les ha llevado al nº 1 en descargas en toda España en la prestigiosa site www.Vitaminic.es "You and I".
En diciembre de 2002 actúan con Cube, Loom, Treboada Electrónica y DJ Reason for Life en el IV Festival Rock Cabo Sam Lourenzo en la SALA NASA en Santiago de Compostela. En el que, por motivos de retraso, prueba sonido un tal Miguel Thomas al bajo.
Durante y tras la grabación del EP, SHINE decide aventurarse y aumentar la familia, nunca mejor dicho, incorporando a Dj Swicth (Carlos Varela, hermano de Joel) como integrante de la banda cumpliendo el rol de turntablist y samplista, lo cual daría una nueva dimensión al sonido y estilo de SHINE enfocado, por aquel entonces al archiconocido estilo Nu Metal. Tal es la atención que reclama dicha formación que Falcatruada hace mención a que a partir de ahora un Dj, Dj Switch formará parte de la plantilla de SHINE, buscando una serie de conciertos para asentar al nuevo quinteto.
Dj Switch da grandes muestras de entrega e ilusión en los ensayos en incluso llega a hacer grandes esfuerzos económicos y la banda decide incluirlo en el estudio fotográfico del Think twice, aunque el Dj no hubiera grabado el CD, como recompensa de ello.

### SHINE 2003
- Joel Varela: voz | guitarra
- Davo Sáez: guitarra
- Jose Sánchez: bajo
- Dj Switch: turntables y samplers
- Carlos Posada: batería

En una mala época para el seno de la banda, roces y discusiones derivan en un parón de la actividad de SHINE, lo que lleva a que los componentes recapaciten seriamente acerca de la situación de la banda. Unos meses después, Dj Switch primero, por motivos laborales y Davo Sáez después, deciden abandonar SHINE, dejando la banda con tres componentes.
En verano del 2003 actuaron en la Sala Clavicembalo (Lugo) y en el Garufa (A Coruña) y en noviembre aparecieron en el programa Noites de Xolda de TeleLugo.
Es aquí, en este programa dirigido por el carismático Fidel Fernán, donde vuelve a aparecer la figura del guitarrista Miguel Thomas, viejo amigo de la banda para recalar definitivamente como miembro fijo y parte importante de SHINE, tras el abandono de Sáez, que decide trasladarse finalmente a Madrid para terminar sus estudios.

#### SHINE 2003 II
- Joel Varela: voz | guitarra
- Miguel Thomas: guitarra
- José Sánchez: bajo
- Carlos Posada: batería

Trabajos editados: Think twice Release EP
think twice | you and I | never again | superstars | anything to anywhere (radio sada acoustic live)
Este nuevo SHINE, decide dar varios conciertos para afianzar la formación con Miguel como recién llegado, tocando temas nuevos y clásicos de la banda en la Sala Mardigrass en el circuito Rock Marino, donde consiguen meter a más de un centenar de personas, también en la Plaza Azcárraga en el Festival de Narón y de nuevo en la Mardigrass como teloneros de los barceloneses Hedtrip.
En 2003, SHINE graba un pequeño concierto acústico en los estudios de Aula Rock en Radio Sada, equipo con el que la banda guarda una gran amistad y por lo que son invitados en varias ocasiones para ser entrevistados y presentar sus trabajos.
De ese concierto se extrae un tema: Anything to anywhere y se relanza el EP Think twice con él como bonus track un pequeño número de copias. Un disco para coleccionistas que se llamaría Think twice Release EP, editado en 2004.
Comienza una nueva etapa, de nuevo una nueva formación y un gran número de buenos temas en un repertorio evolucionado como la propia banda y es el momento de plantearse algo grande; la grabación del primer álbum de SHINE. El técnico y productor Roi Gil visita una serie de ensayos de la banda para escuchar un total de 9 temas para que posteriormente SHINE pase por sus micros.
En septiembre de 2006, Carlos Posada grabaría las pistas de batería del álbum de nuevo en los Estudios Bonham de A Coruña bajo la supervisión de Gil. Más adelante se irían sumando a la grabación de sus respectivos instrumentos José Luis, Miguel y por último Joel, trabajo que llevaría alrededor de un año terminarlo.
En ese espacio de tiempo, se edita el cuarto trabajo de la banda, como presentación de lo que será el álbum de SHINE, nace: Leadless (2007) que comprende tres temas; Cool, Hey you y Wasting time pertenecientes al álbum y que se presenta como single promocional como adelanto y reclamo a sellos o compañías discográficas con el fin de que alguien edite, distribuya y promocione el disco de cara a ofrecerlo al público.

### SHINE 2007
- Joel Varela: voz | guitarra
- Miguel Thomas: guitarra
- José Sánchez: bajo
- Carlos Posada: batería
- Trabajos editados: Leadless (2007)

cool | hey you | wasting time
Contrastes de la vida hacen que el concierto de presentación de Leadless en la sala Moby Dick de la localidad coruñesa de Sada en octubre de 2007, sea también el de despedida de dos miembros de la banda: José Sánchez y Carlos Posada. El grupo llena el local y el acontecimiento se convierte en un emotivo evento en el que se mezclan la alegría y la tristeza.
Tras una reunión entre Joel, Miguel, José y Carlos, éstes deciden terminar el disco juntos con la ilusión que lo empezaron para luego dar paso a la composición de nuevos temas ya con la nueva formación que SHINE estrenará en algún momento del 2008 en la Fnac, con motivo de la presentación, tanto de la nueva formación como del esperado disco que finalmente se decide llamar: Ungravity.
Es una buena etapa para SHINE, nace el primer Club de Fanes de SHINE desde su fundación tras la buena disposición y un proyecto de dos amigos cordobeses que descubren a SHINE en myspace.com donde la banda junta a más de 3.000 amigos de todo el mundo y haciendo que el streaming de Leadless llegue a las 3.300 escuchas y de que su perfil cuente con más de 13.000 visitas.
Todo ello hace que dos amigos de la infancia, que compartieron juntos la formación en una de las bandas coruñesas de gran talento como fue Dreamland, no se pensaran el recalar en SHINE, para modificar de nuevo la formación de la banda y llenar el espacio dejado por Carlos y José, como batería y bajista del grupo.
Aparecen en escena Álex Rapitis e Iago Blanco. Dos virtuosos músicos, este último amigo íntimo de Miguel Thomas, al cual no duda en llamar, tras comentarle a Joel de sus habilidades como percusionista y de su experiencia, para que se haga cargo de llevar el ritmo de SHINE.
Para ello quiso contar con la ayuda de su amigo Álex Rapitis, un carismático músico que decide animarse a cubrir la posición de bajista del grupo. Tanto Iago como Álex comparten una influencias comunes en su estilo con SHINE y eso hace que pronto surja buena química entre ellos.
La banda se muda de local de ensayo, deja atrás el húmedo e incómodo Nido Oriental para subirse a bordo del Mazinger, un nuevo local con unas instalaciones más adecuadas para que SHINE prepare sus conciertos y escriba nuevos temas.

### SHINE 2007 II
- Joel Varela: voz | guitarra
- Miguel Thomas: guitarra
- Álex Rapitis: bajo
- Iago Blanco: batería

Trabajos editados: Ungravity (2008, Santo Grial)
cycle | anything to anywhere | hey you | cool | think twice | you and i | wasting time | chiaroscuro | headlights
Antes de que SHINE editase con el sello Santo Grial el disco, Leadless consigue que la banda sea seleccionada como una de las 6 finalistas de la 9ª Edición del Concurso Nordés de 40 Principales, citados el 25 de abril de 2008 en la sala Playa Club para participar en la gran final del concurso, junto a The tikis and the mikis, Caminos cruzados, Prêt à porter, BlackBum y Sweet oblivion band, en el que serían premiados con el 3º puesto con un premio en metálico de 500€ y la posibilidad de grabar un disco recopilatorio con los tres ganadores del concurso, que fueron en este orden: BlackBum, Sweet oblivion band y SHINE.
La banda fue citada por 40 Principales para hacerse una fotografía en sus estudios de la Plaza de Ourense con el talón del premio, la cual sería incluida en los medios, para lo que SHINE participó de forma activa regalando a ma emisora dos camisetas promocionales del disco Ungravity para que se sortearan junto a unas chapas de la banda.
No se tarda la banda en cambiar de local para salvar exigencias laborales de algún miembro y aprovechar así para en los locales El Taller de A Coruña instalar el cuartel general de SHINE a finales de abril de 2008.
40 Principales y Runa Records citan a SHINE el día 5 de mayo para grabar en sus estudios los dos temas que incluirán en el recopilatorio del Concurso Nordés del 2008 al lado de los otros dos ganadores del certamen.

## Discografía
- 2002 Think Twice [Falcatruada]
- 2004 Think Twice EP
- 2007 Leadless
- 2008 Ungravity [Santo Grial]
- 2013 Unpure [A Million Fireflies]